# Наждачний папір
Нажда́чний папі́р, також наждаковий, шмерґельо́ваний (від нім. Schmirgel — «наждак»), шліфува́льний папі́р — паперове або тканинне полотно (основа) з нанесеним на нього електростатичним або іншим методом шару абразивного порошку і закріпленого за допомогою синтетичних або інших клейких речовин. Для абразивного шару найчастіше застосовують алунд (звичайний, білий, легований чи монокорунд) або карбід кремнію. Незважаючи на означення «наждачний», натуральний наждак для цього майже не вживається.

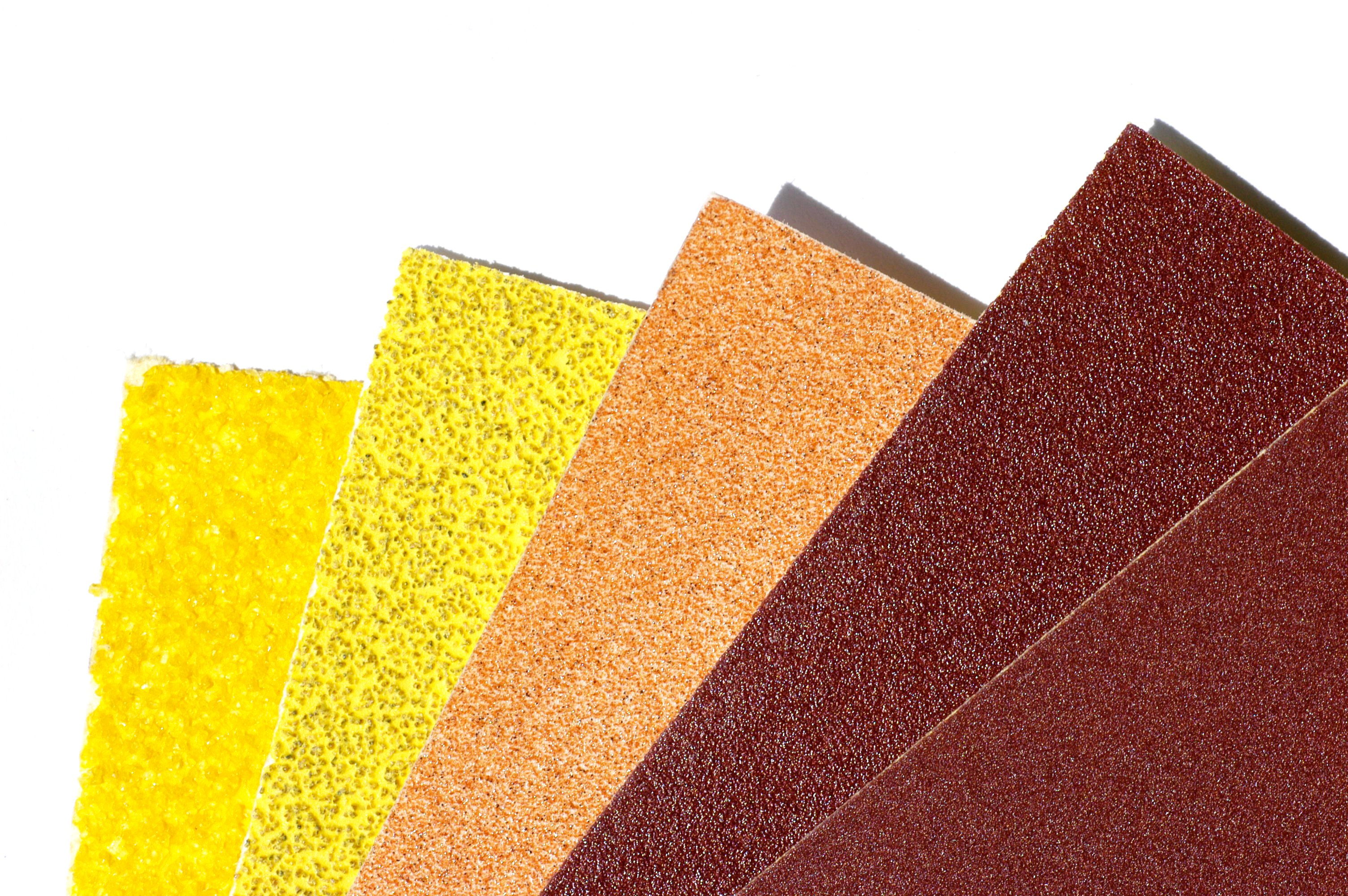
Аркуші наждачного паперу з різною зернистістю (40, 80, 150, 240, 600).

Наждачний папір на цих основах може виготовлятись водостійким (водостійкість можна перевірити таким способом: клаптик наждачного паперу занурюють у воду на 1 годину, і якщо після цього терміну абразивний матеріал залишиться на основі, а папір прийме початковий вигляд — папір водостійкий.) Номер шліфпаперу відображає величину абразивної частки: чим більша цифра, тим дрібніші частки абразивного матеріалу. Випускається в рулонах і аркушах. Застосовується для чорнової або чистової обробки деталей, а також для заточування інструменту. Чим більша зернистість матеріалу, тим легше шліфування таких поверхонь як дерево.

## Історія
Перша згадка про наждачний папір належить до XIII-го століття, коли в Китаї він виготовлявся з розмелених раковин, насіння і піску, насіяних на пергамент за допомогою натурального клею. У деяких народів як наждачний папір використовувалася шкіра акули.
Наждачний папір спочатку був відомий як «скляний папір», оскільки містив частинки скла на папері. Однак скло фриту має гострі частинки і швидко стирається, а піщинки згладжуються вниз і не працюють так, як наждачний папір.
Скляний папір був виготовлений Джоном Окі в його компанії, що з 1833 року знаходилася в Лондоні, яка розробляла нові методи склеювання і вивчала процеси, які дозволяли б здійснювати масове виробництво. Спосіб виробництва наждачного паперу був запатентований в США 14 червня 1834 року Ісааком Фішером-молодшим, зі Спринґфілду, штат Вермонт.
1921 року винайшли наждачний папір з водонепроникною підкладкою, відомий як Wetordry. Це дозволило використовувати його у вологому середовищі. Його перша заявка була автомобільним лакофарбовим покриттям.

## Особливості застосування
- Мідні ламелі колекторів електродвигунів рекомендують очищати від нагару тільки скляним наждаком, будь-який інший залишить свої зерна на поверхні міді й спричинить швидке сточування вугільних або графітових щіток. Народний спосіб — використовувати для цього поверхня (тертку) сірникової коробки, що містить скляний пил.
- Для ручного шліфування великих криволінійних поверхонь наждачний папір зручно закріпити на товстому (близько 1 см) шматку м'якої гуми.
- Як тонкий наждачний папір для пластмас можна використовувати грубий (обгортковий або газетний без тексту) папір.